# (3298) Massandra
(3298) Massandra ist ein Asteroid des inneren Hauptgürtels, der von dem sowjetischen Astronomen Nikolai Tschernych am 21. Juli 1979 am Krim-Observatorium in Nautschnyj (IAU-Code 095) entdeckt wurde. Beobachtungen des Asteroiden hatte es vorher schon einige gegeben: fast zeitgleich am 6. Juli 1950 unter der vorläufigen Bezeichnung 1950 NE am Union-Observatorium in Johannesburg und vier Tage später (1950 NO) am Goethe-Link-Observatorium in Indiana, am 7. September 1972 (1972 RT) am Krim-Observatorium in Nautschnyj sowie am 1. und 6. November 1983 (1983 VC) am japanischen Geisei-Observatorium.
Der mittlere Durchmesser des Asteroiden wurde mithilfe des Wide-Field Infrared Survey Explorers (WISE) mit 10,545 km (± 0,116) berechnet. Er hat mit einer berechneten Albedo von 0,063 (± 0,009) eine recht dunkle Oberfläche. Nach der SMASS-Klassifikation (Small Main-Belt Asteroid Spectroscopic Survey) wurde bei einer spektroskopischen Untersuchung von Gianluca Masi, Sergio Foglia und Richard P. Binzel bei (3298) Massandra ebenfalls von einer dunklen Oberfläche ausgegangen, es könnte sich also, grob gesehen, um einen C-Asteroiden handeln.
Der italienische Astronom Vincenzo Zappalà hat unter Zuhilfenahme einer hierarchischen Clusteranalyse in einer Publikation von 1995 (et al.) eine Zugehörigkeit des Asteroiden zur Nysa-Familie hochgerechnet, einer nach (44) Nysa benannten Gruppe von Asteroiden. Die Gruppe wird auch Hertha-Familie genannt, nach (135) Hertha.
(3298) Massandra wurde am 6. Februar 1993 nach Massandra benannt, einem Vorort des Kur- und Urlaubsortes Jalta, der für seine Weinkellerei bekannt ist.